# Шьонинген
Шьонинген (на немски: Schöningen) е град в Долна Саксония, Германия с 11 385 жители (към 31 декември 2013) на ок. 11 км от Хелмщет на границата със Саксония-Анхалт.